# Marktschorgast
Marktschorgast település Németországban, azon belül Bajorországban. Lakosainak száma 1399 fő (2023. december 31.).

## Népesség
A település népessége az elmúlt években az alábbi módon változott:
| Lakosok száma | 1262 | 1638 | 1736 | 1538 | 1415 | 1417 | 1405 | 1388 | 1379 | 1399 |
|               | 1875 | 1950 | 1975 | 1987 | 2012 | 2014 | 2016 | 2017 | 2021 | 2023 |